# Julian Roosevelt
Julian Roosevelt (n. 14 noiembrie 1924, New York City, New York, SUA – d. 28 martie 1986, Glen Cove⁠(d), New York, SUA) a fost un bancher ce a reprezentat Statele Unite ale Americii, medaliat olimpic. A participat la 2 ediții ale Jocurilor Olimpice (1948, 1952) în care a câștigat o medalie de aur.